# Мазарини (мини-сериал)
Мазарини (фр. Mazarin) — французский исторический четырёхсерийный сериал посвящённый жизни и деятельности кардинала Мазарини. Фильм поставлен на высоком историческом и художественном уровне. В основу фильма положен фундаментальный труд французского историка Филиппа Эрланже, который был одним из авторов сценария.

## Сюжет
Сериал рассказывает о французском периоде жизни выдающегося государственного деятеля XVII века кардинала Джулио Мазарини.

## Серии
- 1 серия: Король умер, да здравствует кардинал! (фр. Le roi est mort, vive le cardinal!);
- 2 серия: Принцы в клетке (2 эпизода) (фр. Les Princes en cage);
- 3 серия: Беглец (фр. Le Fugitif);
- 4 серия: Дети, которые любят друг друга (фр. Les Enfants qui s'aiment).

## В ролях
| Актёр                  | Роль                          |
| ---------------------- | ----------------------------- |
| Франсуа Перье          | Мазарини                      |
| Жак Росни              | Людовик XIII                  |
| Мартина Сарсе          | Анна Австрийская              |
| Стефан Буи             | принц Конде                   |
| Франсуа-Режи Маршассон | Людовик XIV в возрасте 20 лет |
| Натали Руссел          | Мария Манчини                 |
| Ариэль Домбаль         | Мария Терезия Испанская       |
| Морис Сарфати          | коадъютор де Ретц             |
| Жанна Коллетин         | герцогиня Шеврез              |